# Inga Swearingen
Inga Swearingen (geboren 22. Januar 1975  in San Luis Obispo) ist eine US-amerikanische Jazz-Sängerin und -Komponistin.

## Leben
Inga Swearingen wuchs auf einer kleinen Farm in Atascadero nördlich von San Luis Obispo in der Nähe von Los Angeles in einer musikalischen Familie auf. Ihr Vater war Professor für Architektur an der California Polytechnic State University in San Luis Obispo. Er nahm mehrere Jahre eine Auszeit von der Universität, um mit der Familie Dänemark und Schweden zu bereisen, wo seine Vorfahren herkamen. Inga ging nicht gerne zur Schule, widmete sich zunächst der Landwirtschaft und baute Hopfen an. Dabei entdeckte sie die lokale Musikszene an der Central Coast in Kalifornien. Erst durch das Singen im Jazzchor an der Cuesta School, die sie 2001 abschloss, entwickelte sie den Wunsch Jazz-Sängerin zu werden. Sie besann sich auf ihre schwedischen Wurzeln und beschäftigte sich intensiv mit Jan Johannson und der Musik des schwedisch-norwegischen Jazzquartetts Fattigfolket. Inga Swearingen erwarb den Bachelor in Musik am California State Polytechnic University, San Luis Obispo.
2003 begann sie bei der Schweizer Jazz-Sängerin Susanne Abbuehl Gesang zu studieren. Daraufhin gewann sie 2004 den ersten Platz bei der Shure Montreux Jazz Competition auf dem Montreux Jazz Festival. Sie schloss 2005 ihren Master in Chorleitung an der Florida State University ab. Dort wird sie auch Jahre später noch gerne zu Konzerten eingeladen. Als Garrison Keillors mit seiner Radioshow A Prairie Home Companion in San Luis Obispo Station machte, stellten sich Swearingen und ihre Bandkollegen vor und trafen auf Interesse. In der Folge tourte Swearingen mit A Prairie Home Companion und bekam so die Gelegenheit einem breiteren Publikum bekannt zu werden. Sie trat in der Town Hall in New York, im Wolf Trap in Virginia und in The Berkshires in Massachusetts auf.
Der Jazzkritiker Joe Woodard schreibt über Swearingens Musik: „Sie hat das Händchen dafür, selbst komplizierte musikalische Bahnen natürlich und fließend klingen zu lassen“. Wichtige Einflüsse bei der Ausarbeitung ihrer eigenen Kompositionen sind nach eigenen Aussagen: Bobby McFerrin, Ella Fitzgerald und Joni Mitchell.
Swearingen unterrichtet am Cuesta College in San Luis Obispo.

## Diskografie
Alben, die Swearingen veröffentlichte:
- 2003: Learning How to Fly, mit Trio 14 und Linda Vanasupa[11]
- 2005: Reverie, mit dem Bill Petersen Trio[11]
- 2009: Black is the Color of My True Love’s Hair
- 2009: First Rain
- 2016: Let Me Call This Home